# Poule de Norvège
Pour les articles homonymes, voir Norvège.
La poule de Norvège (Norske Jærhøns) est une poule domestique, originaire de Norvège.

## Description
C'est une volaille de type fermier légère, très vive, très rustique.

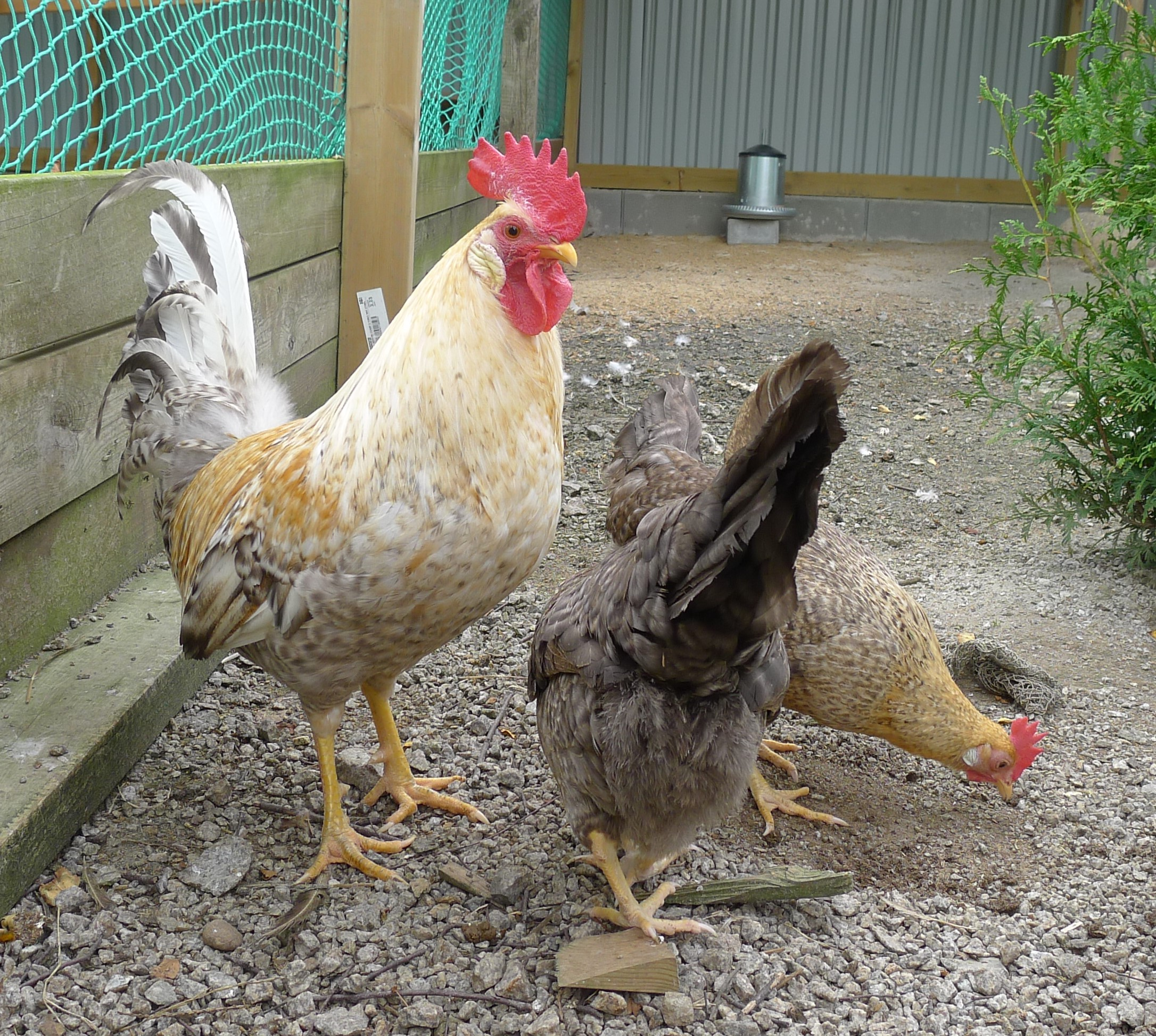
Coq et poules de Norvège nain

### Origine
Elle est originaire de Norvège où elle existe depuis 1920, dans la région de Stavanger sur la côte atlantique sud du pays.

### Standard
- Masse idéale : Coq : 1,75 à 2 kg ; Poule : 1,5 à 1,75 kg
- Crête : simple
- Oreillons : blancs
- Couleur des yeux : rouge-orangé
- Couleur de la peau : blanche
- Couleur des tarses : jaune
- Variétés de plumage : brun foncé jaune pointillé, jaune clair brun pointillé
- Œufs à couver : min. 50g, coquille blanche
- Diamètre des bagues : Coq : 16mm ; Poule : 14mm

## Sources
- Le Standard officiel des volailles (Poules, oies, dindons, canards et pintades), édité par la Société centrale d'aviculture de France.